# Tram van Île-de-France

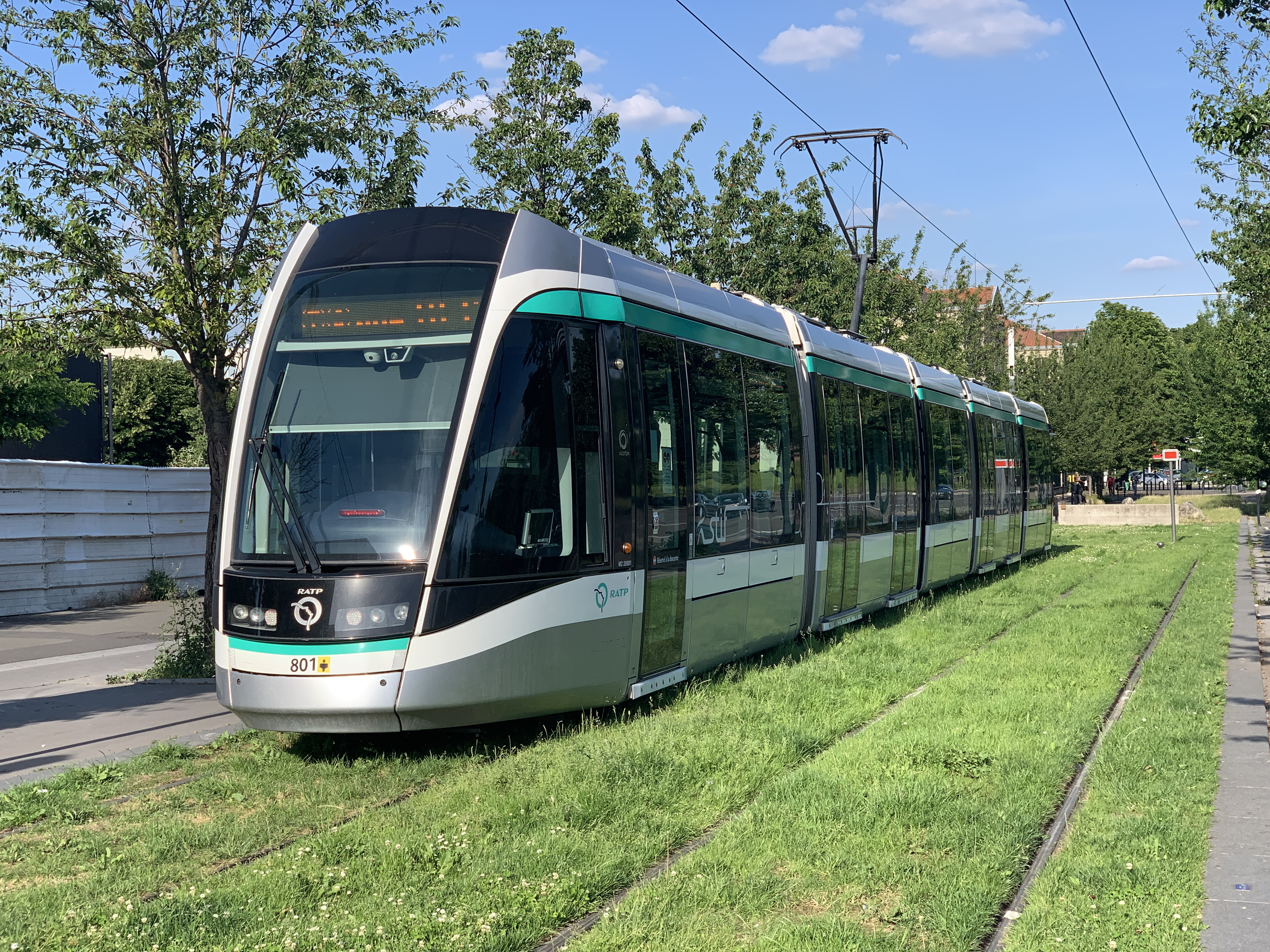
Tram van lijn 8

De tram van Île-de-France is de tram die in de agglomeratie van Parijs en in de rest van Île-de-France rijdt. Naast de metro en buslijnen kent Île-de-France ook veertien tramlijnen, waarvan er een als treindienst gereden wordt. Ook zijn er nog diverse lijnen in ontwikkeling.

## Geschiedenis

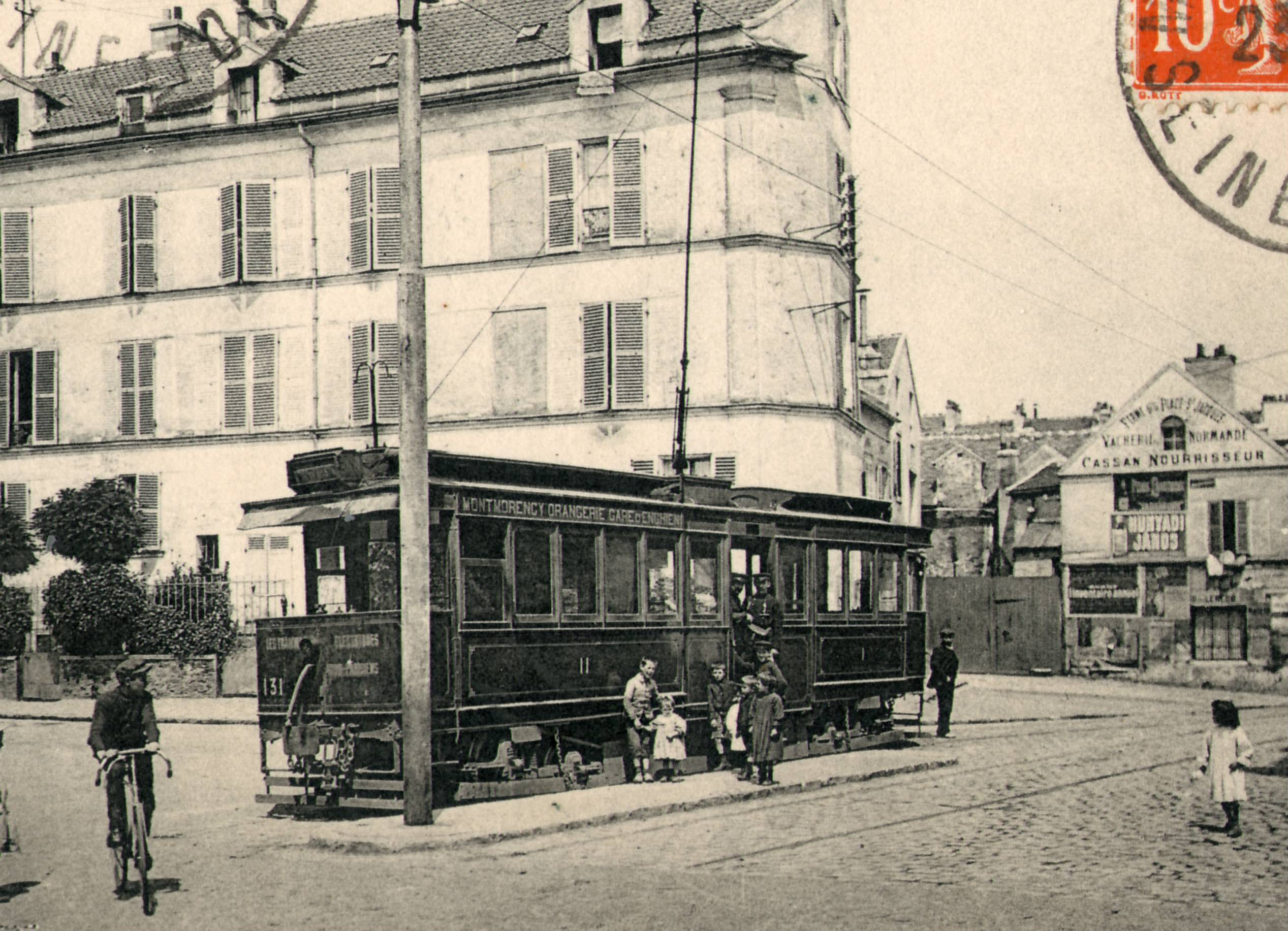
Ansichtkaart uit 1912.

Parijs kende enige decennia voor de aanleg van de metro al tramlijnen. Op 1 augustus 1855 opende de eerst tramlijn van Frankrijk en ook van Europa van het station naar het centrum van de voorstad Rueil. Reeds in september werd een tweede lijn geopend, ditmaal door de ingenieur Loubat. In de eerste decennia werden de tramlijnen uitgebaat door zes verschillende maatschappijen. Deze maatschappijen werden overgenomen door de STCRP (Société des Transports en Commun de la Région Parisienne) in 1921. Dit netwerk functioneerde vanaf 1855 tot 1938 in Parijs, waarna tot 1957 het lokaal tramnet van Versailles bleef rijden.
Naast Parijs zelf hadden grote voorsteden zoals Versailles hun eigen tramnetten en waren er lokale trams die dorpen met het spoor verbonden. Er was een 32 kilometer lange regionale tramlijn, de Arpajonnais, die de binnenstad van Parijs bevoorraadde met voedsel uit de landbouwstreek ten zuiden van Parijs. In de loop van de jaren werd op dit netwerk gebruikgemaakt van diverse technieken. Na de paardentram en de stoomtram werd overgegaan op elektrische trams. Daarnaast hebben er ook accutrams en gastrams (met gecomprimeerde lucht) gereden. Dubbeldekstrams waren heel gebruikelijk. Het tramnet raakte onder invloed van de opkomst van andere vervoermiddelen, zoals de auto, bus en de metro, in de verdrukking en werd in Parijs opgeheven in 1938 en in 1957 in Versailles.

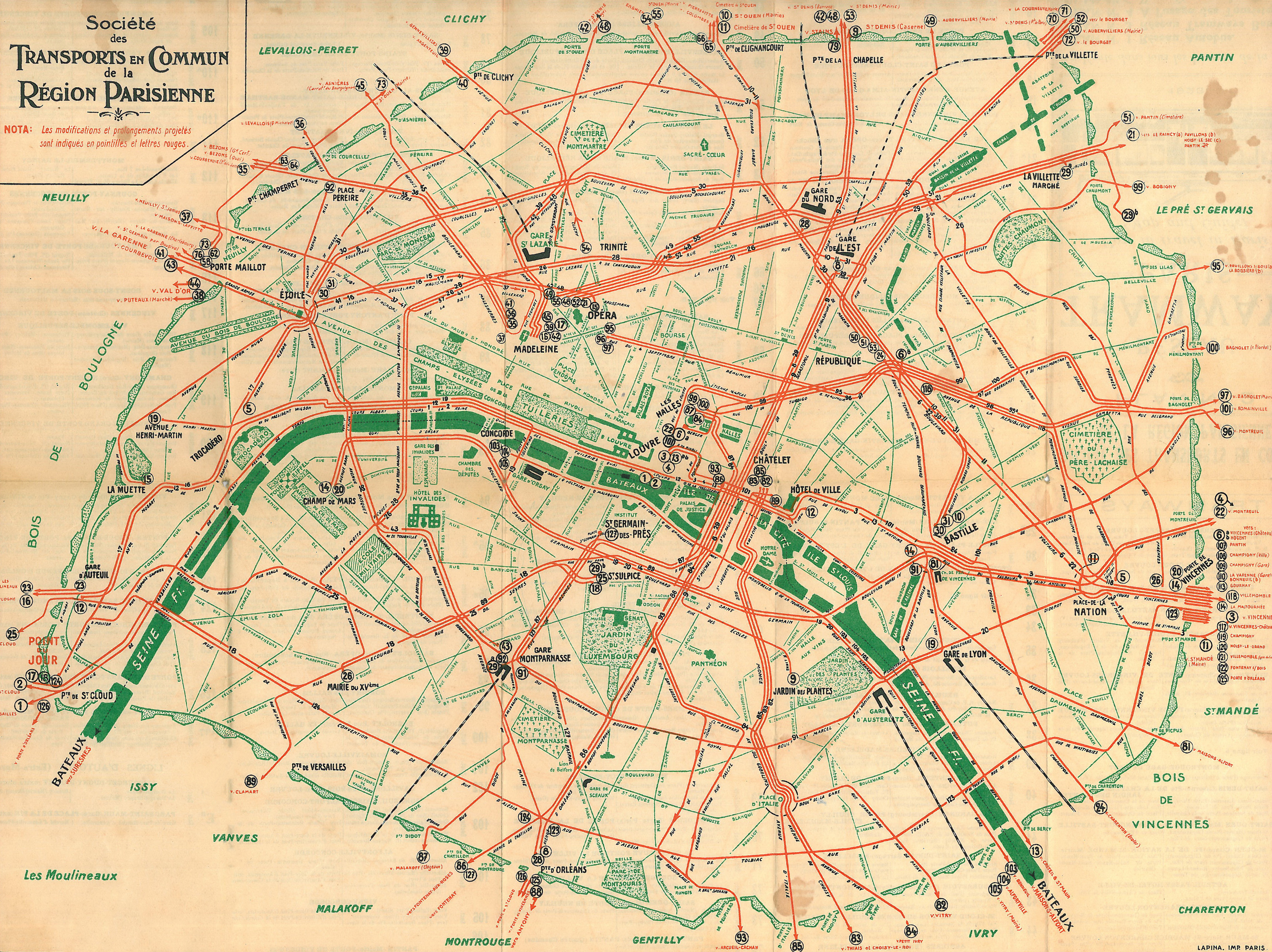
Tramnet in de binnenstad in 1923.
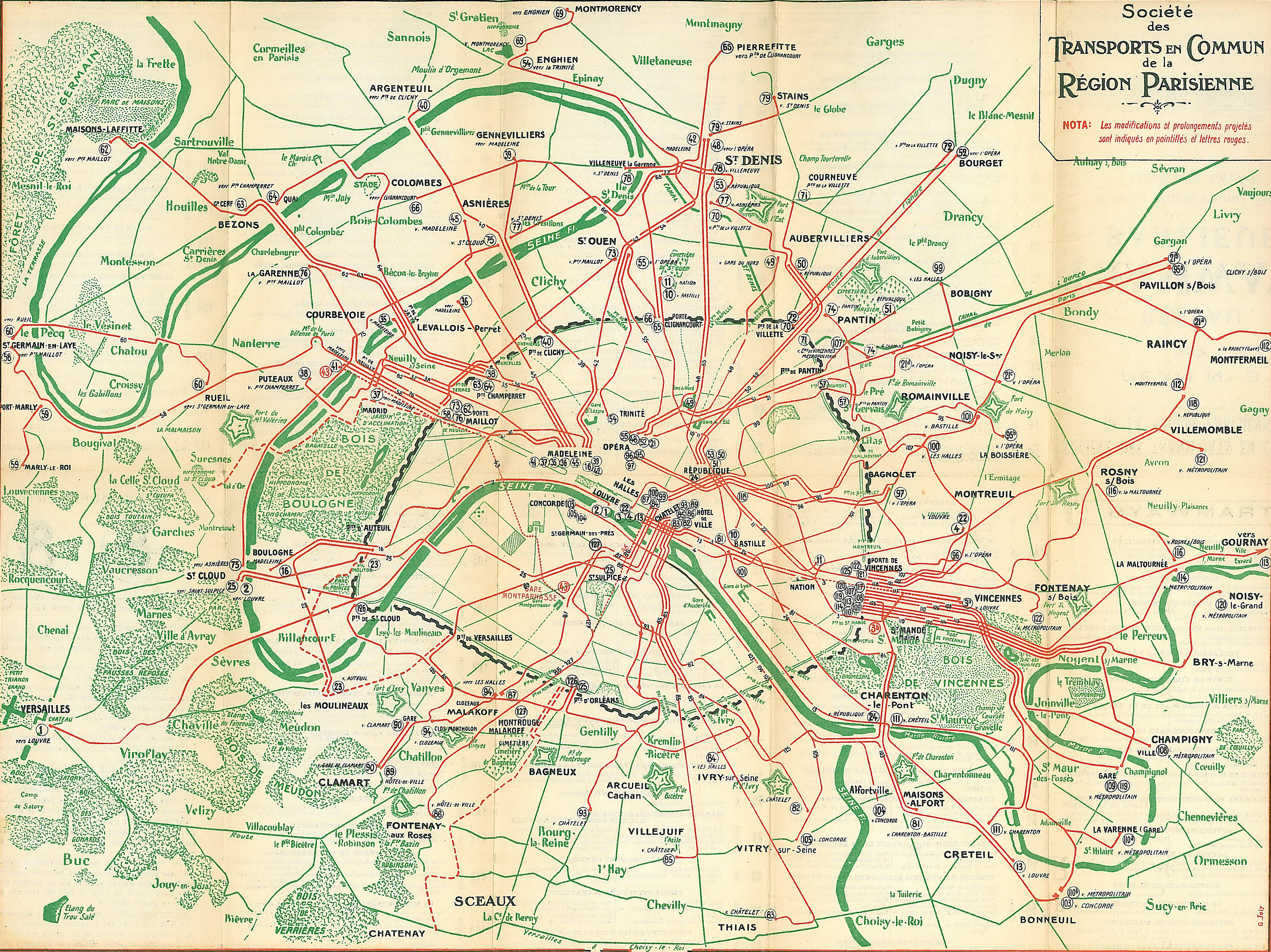
Tramnet in de voorstad in 1921.

## Huidige tramlijnen

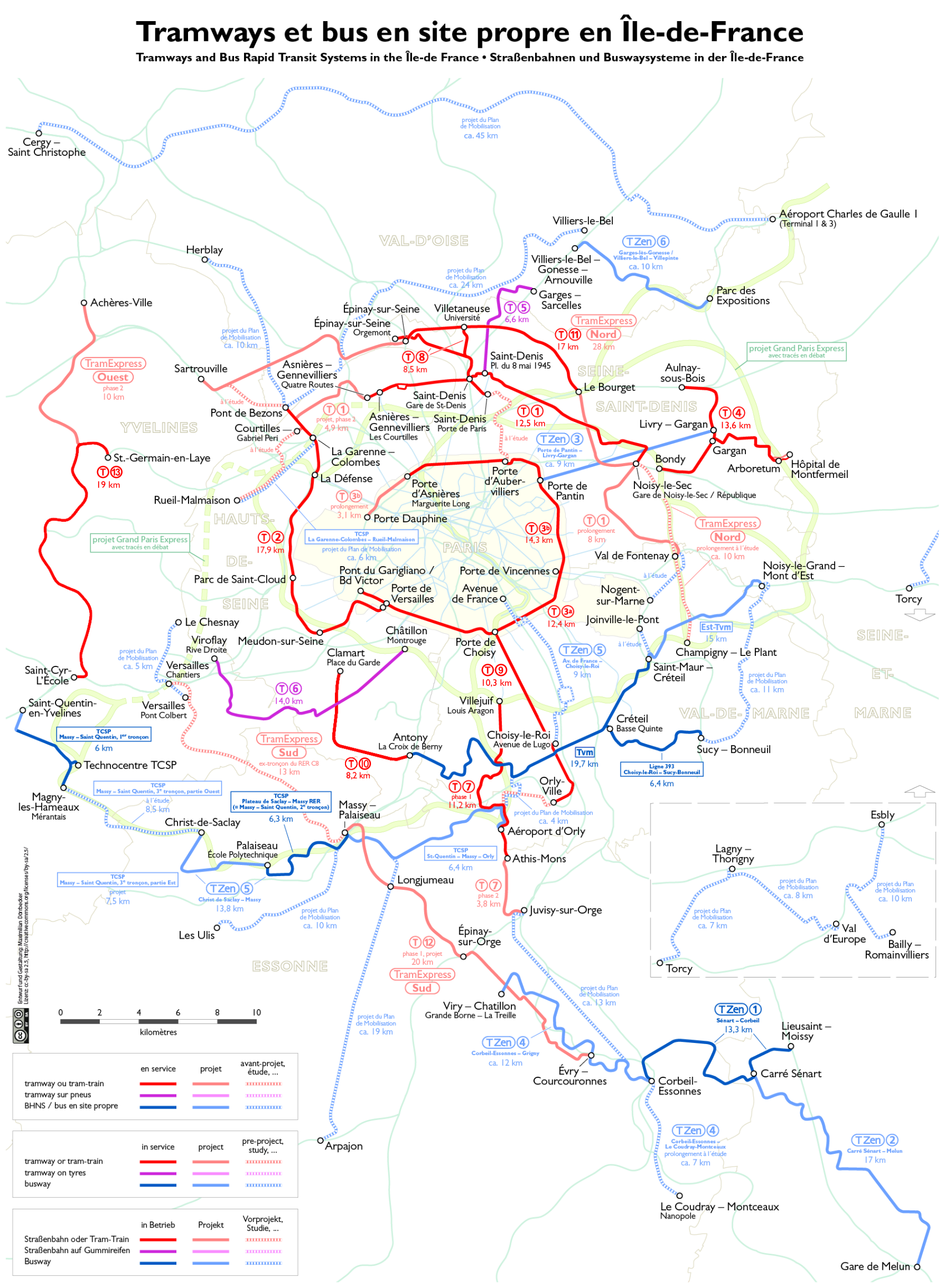

Anno 2025 zijn vijftien tramlijnen in gebruik, grotendeels gesitueerd in de voorsteden van Parijs. De tramlijnen zijn niet of nauwelijks met elkaar verbonden en hebben elk hun eigen specifiek materieel, vervoer en lijnkarakteristieken. Daarom is er geen sprake van een tramnetwerk.

### T1

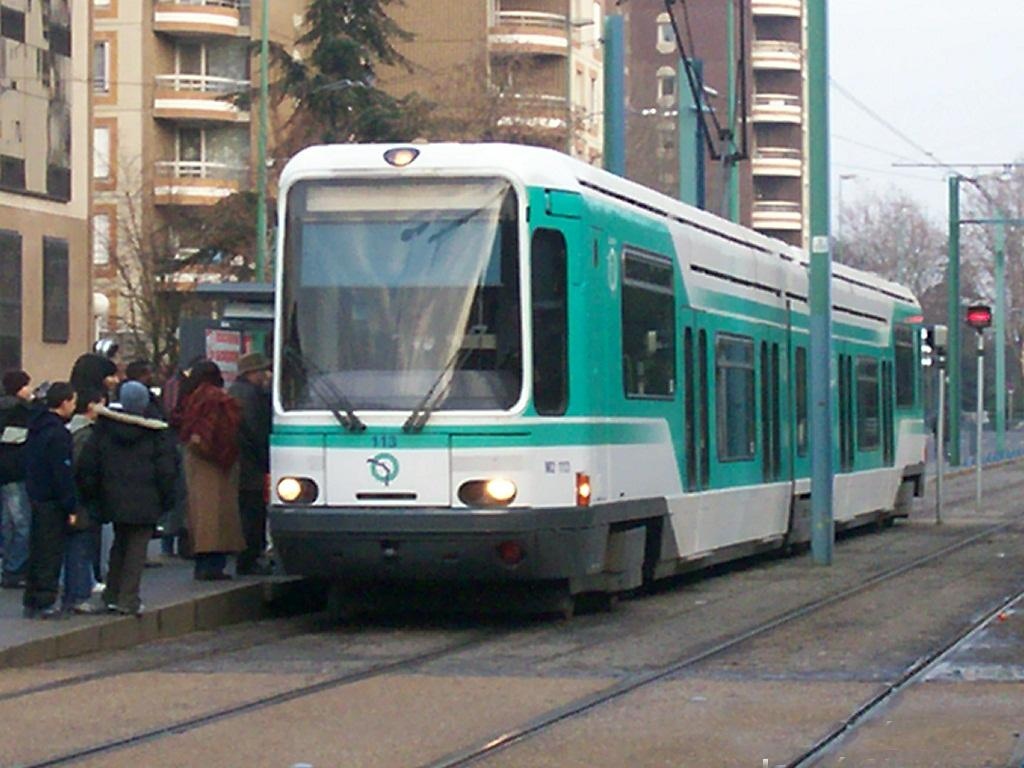
Tram op lijn T1 in Bobigny.

De lijn T1 verbindt Asnières-sur-Seine via Saint-Denis met Noisy-le-Sec in het departement Seine-Saint-Denis, ten noorden van Parijs. De lijn opende in 1992 tussen Saint-Denis en Bobigny en markeerde de terugkeer van de tram in de regio, na vijfendertig jaar afwezigheid. De lijn werd in december 2003 oostelijk uitgebreid naar Noisy-le-Sec en telde toen zesentwintig haltes. Werkzaamheden voor een uitbreiding naar het westen, naar Asnières-Quatre Routes (met onderweg ook een overstapoptie in station Gennevilliers op RER C en een overstapmogelijkheid in Asnieres - Gennevilliers - Les Courtilles op metrolijn 13 startten begin 2009 en werden - tot de overstaop in Les Courtilles - ingehuldigd op 15 november 2012. De terminus Asnières-Quatre Routes werd pas op 12 oktober 2019 aangesloten. De lijn met intussen 37 haltes werd snel een succes en had in 2015 gemiddeld 188.000 reizigers per dag.
Een westelijke verdere uitbreiding in het departement Hauts-de-Seine die de lijn 12 km zou verlengen en het traject tot Nanterre moet brengen wordt verwacht tegen eind jaren twintig.
Een andere uitbreiding, langs Montreuil tot het station Val de Fontenay in het oosten van Parijs, was gepland, maar bleef een aantal jaren geblokkeerd vanwege het verzet van de stad Noisy-le-Sec, waar er gesloopt moest worden in het centrum van de stad. Een eerste sectie van deze uitbreiding, tot Montreuil, wordt nu verwacht voor 2023. De lijn wordt bereden met vijfendertig trams type Tramway Français Standard (TFS). De vervanging van deze voertuigen door Citadis X05 trams gaat vanaf 2024 van start. Het gaat om 37 stuks van 33 m lang en 2,4 m breed.

### T2
Lijn T2, ook wel Trans Val-de-Seine genoemd, ligt in het zuidwesten van Parijs en verbindt de wijk La Défense met Issy-les-Moulineaux. Deze lijn is in 1997 in gebruik genomen en loopt over een omgebouwd spoorwegtracé. Dat was de met derde rail geëlektrificeerde voorstadspoorlijn Puteaux / Issy - Val de Seine die tot 21 mei 1993 heeft gereden. In het spoorstation van La Défense was een extra middenperron met twee treinsporen gebouwd en in gebruik genomen voor treinen. Dit perron is later op de goede (tram)hoogte gebracht door de sporen te verhogen. Tussen La Défense en Puteaux zijn naast de bestaande spoorlijn twee tramsporen aangelegd, gedeeltelijk in een tunnel. In tegenstelling tot andere tramlijnen liep deze lijn over een van het wegverkeer afgezonderd tracé, waardoor deze meer neigde naar lightrail. Door het afgezonderde tracé kan er met hogere snelheden gereden worden. Sedert de verlenging in 2010 naar de Porte de Versailles heeft een gedeelte van de lijn gelijkvloerse kruisingen met het wegverkeer. De verlenging geeft een aansluiting met metrolijn 12 en met de tramlijn over de Boulevards des Maréchaux, de T3. Er is geen spooraansluiting met deze tramlijn. Op 19 november 2012 is een noordelijke verlenging geopend, richting Bezons. Daar zal later een aansluiting gemaakt worden op de sporen van tramlijn 1, die daarheen verlengd gaat worden.

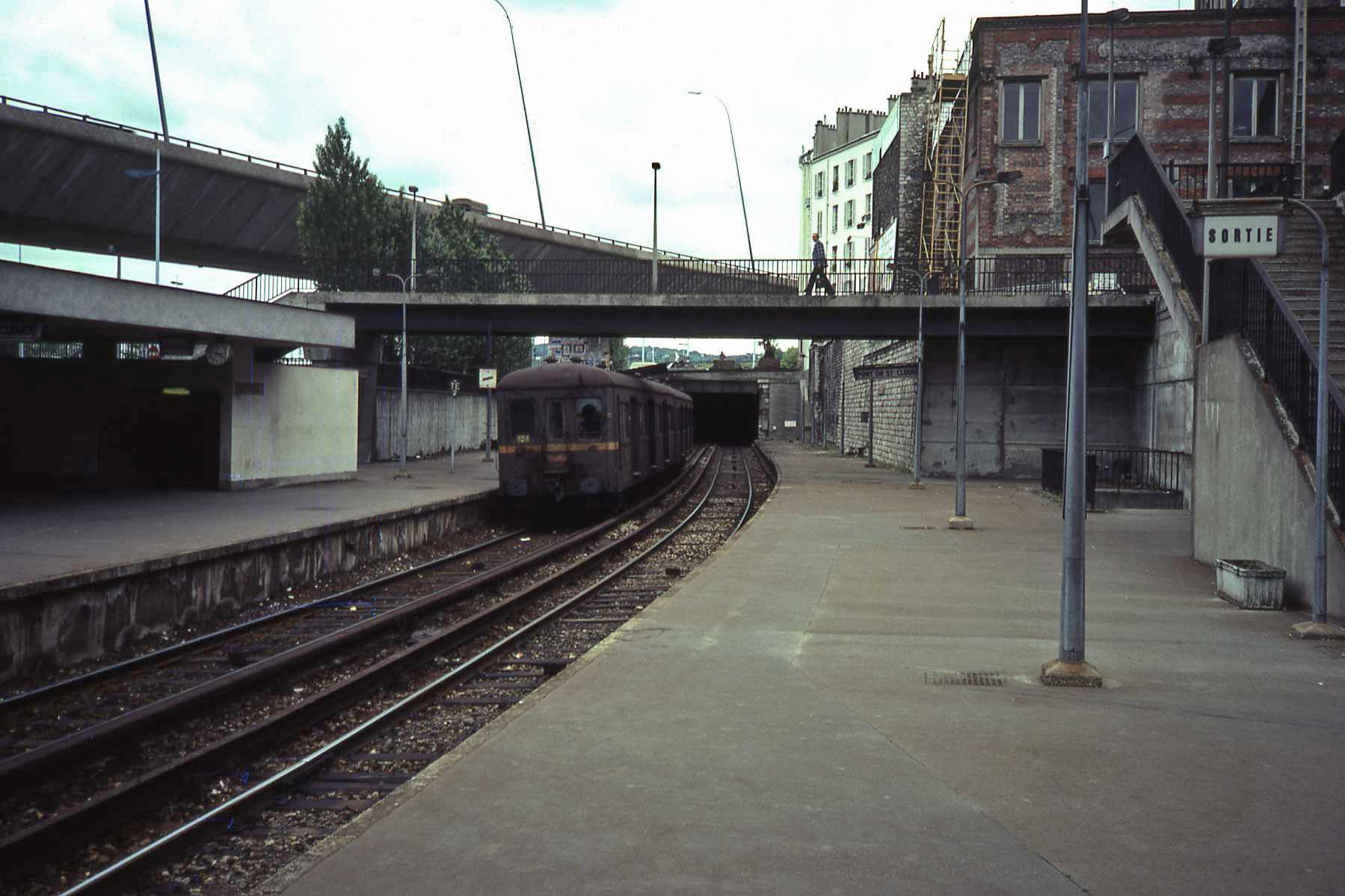
Derde rail trein met "Standard" materieel op halte "Pont de Saint-Cloud". (1982)
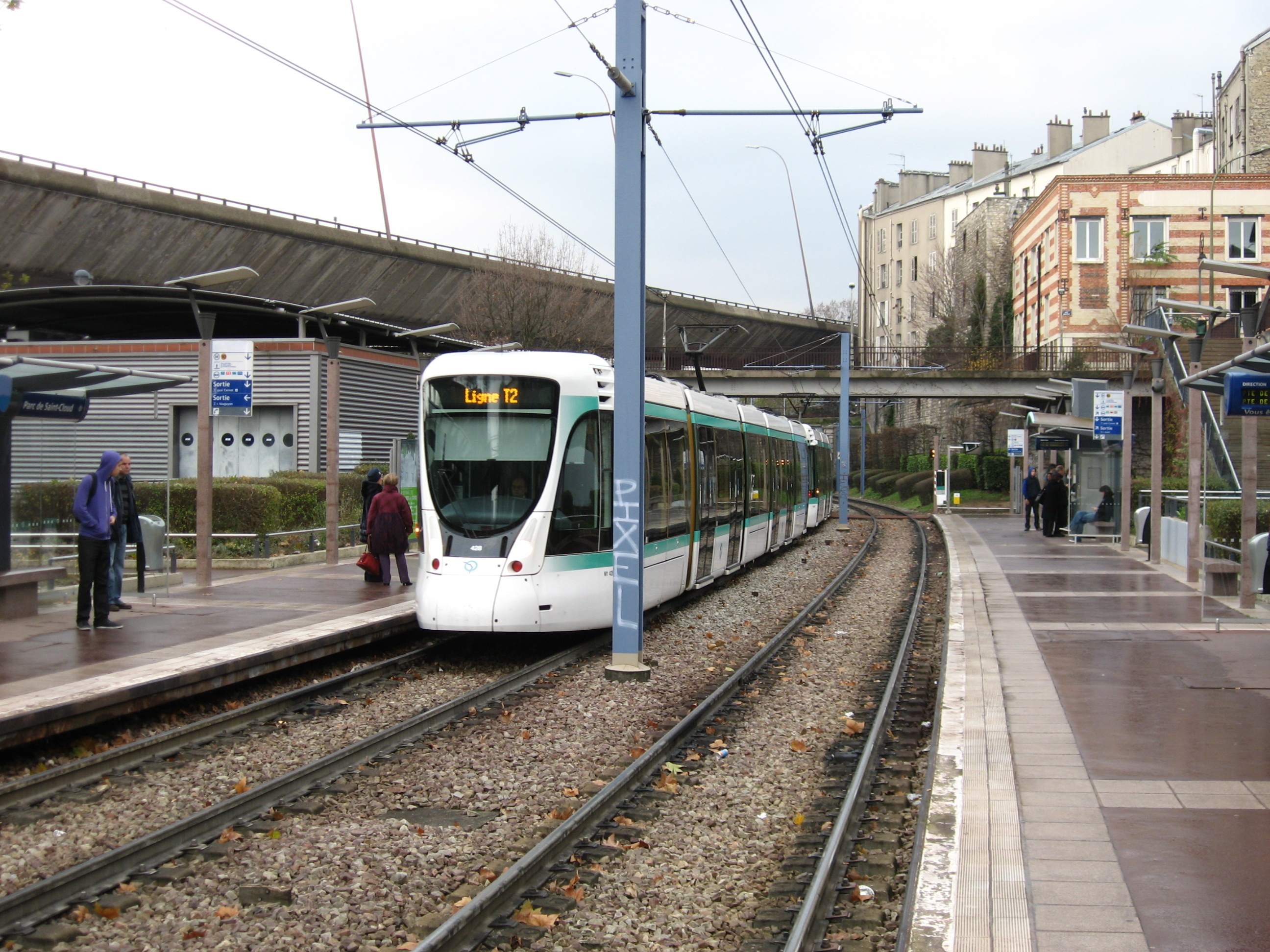
Zelfde plaats 27 jaar later, maar nu met twee gekoppelde trams. De haltenaam is nu "Parc de Saint-Cloud".
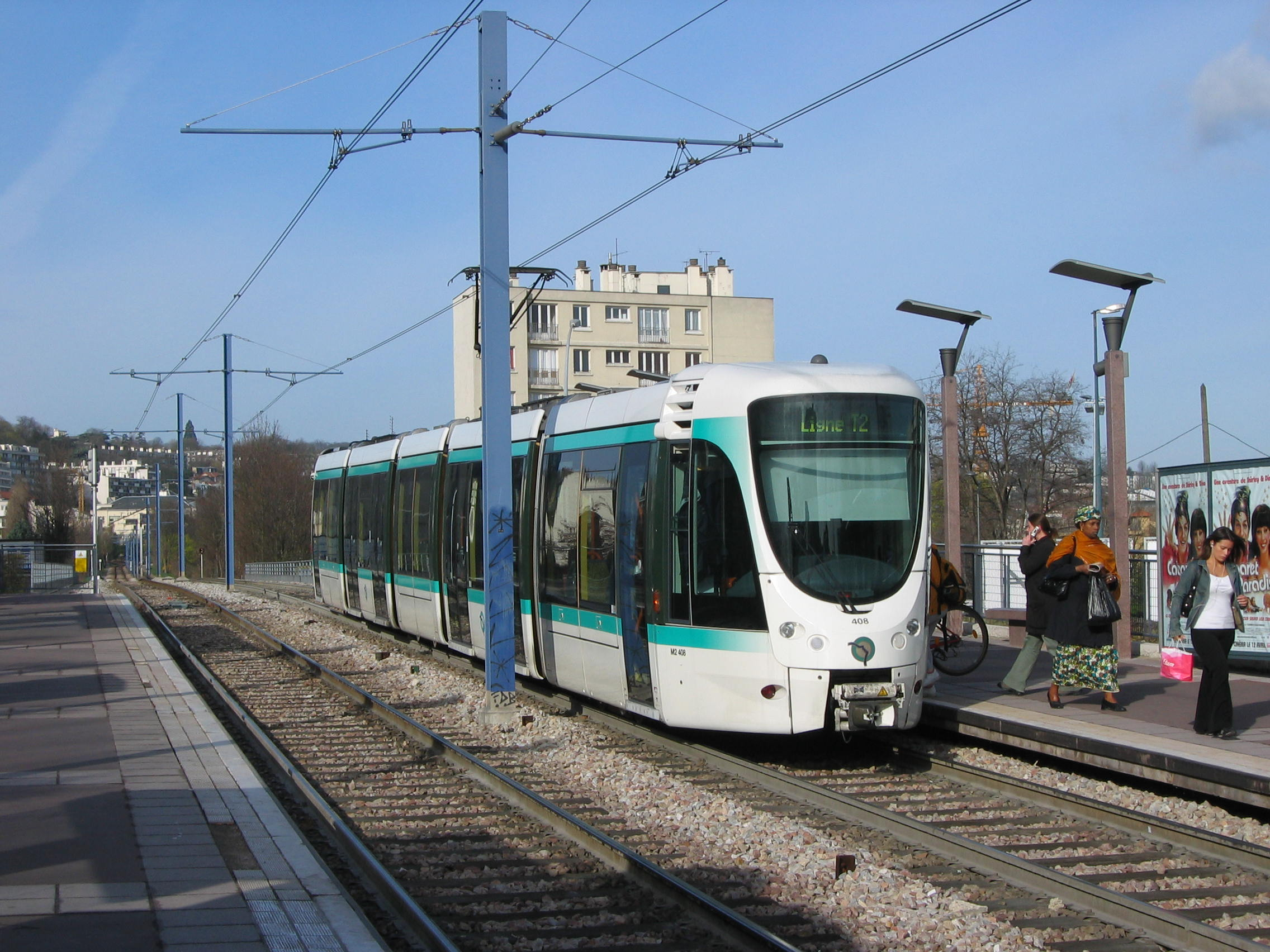
Tram op lijn T2 in Issy-les-Moulineaux.

### T3a en T3b

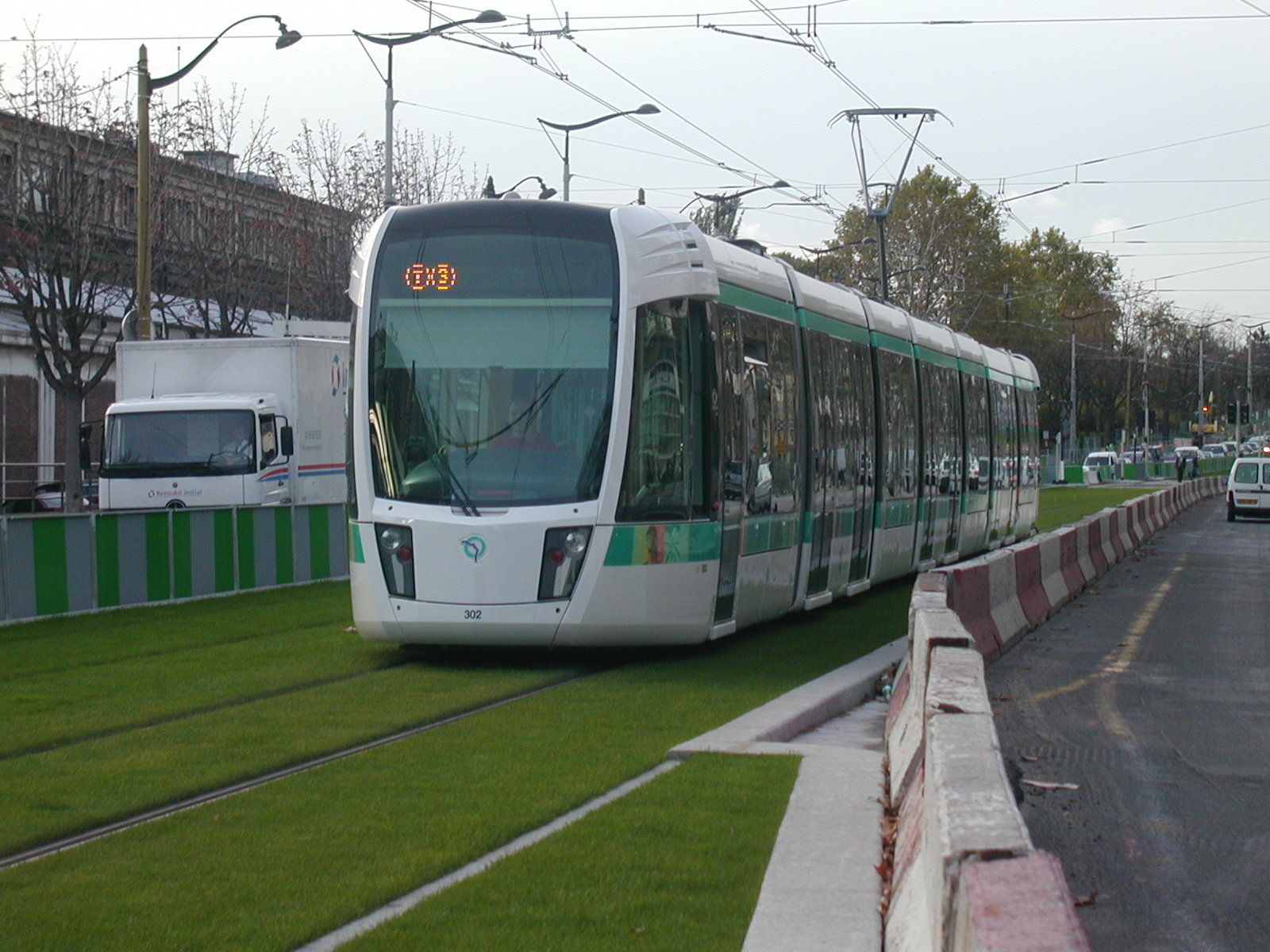
Lijn T3, de terugkeer van de tram in Parijs

Lijn T3 is op 16 december 2006 geopend. Deze lijn, die geheel binnen de grenzen van de stad ligt, loopt over de Boulevards des Maréchaux, de ring van boulevards net binnen de Périphérique, die veelal naar maarschalken uit het Eerste Keizerrijk vernoemd zijn. De lijn wordt derhalve ook wel Tramway des Maréchaux genoemd.
Een deel van de lijn loopt van het metrostation Porte d'Ivry (metrolijn 7) naar Boulevard Victor (RER C). Op dit eerste traject rijden gemiddeld 146.000 reizigers per dag, waarmee de lijn drukker is dan oorspronkelijk gedacht. Er wordt gereden met extra brede Citadis trams type 402. Deze trams hebben veel staanplaatsen en weinig zitplaatsen omdat de meeste reizigers maar korte afstanden afleggen.
Op 15 december 2012 is lijn T3 van Porte d'Ivry verlengd naar Porte de Vincennes en hernoemd naar lijn T3a. Van Porte de Vincennes tot Porte de la Chapelle is de nieuwe lijn T3b aangelegd. Beide lijnen hebben hun eigen kopeindpunt, gescheiden door een drukke verkeersweg, en geven aansluiting op elkaar in Porte de Vincennes. In de toekomst zullen beide lijnen verlengd worden naar het grote metrostation/knooppunt Nation.

### T4

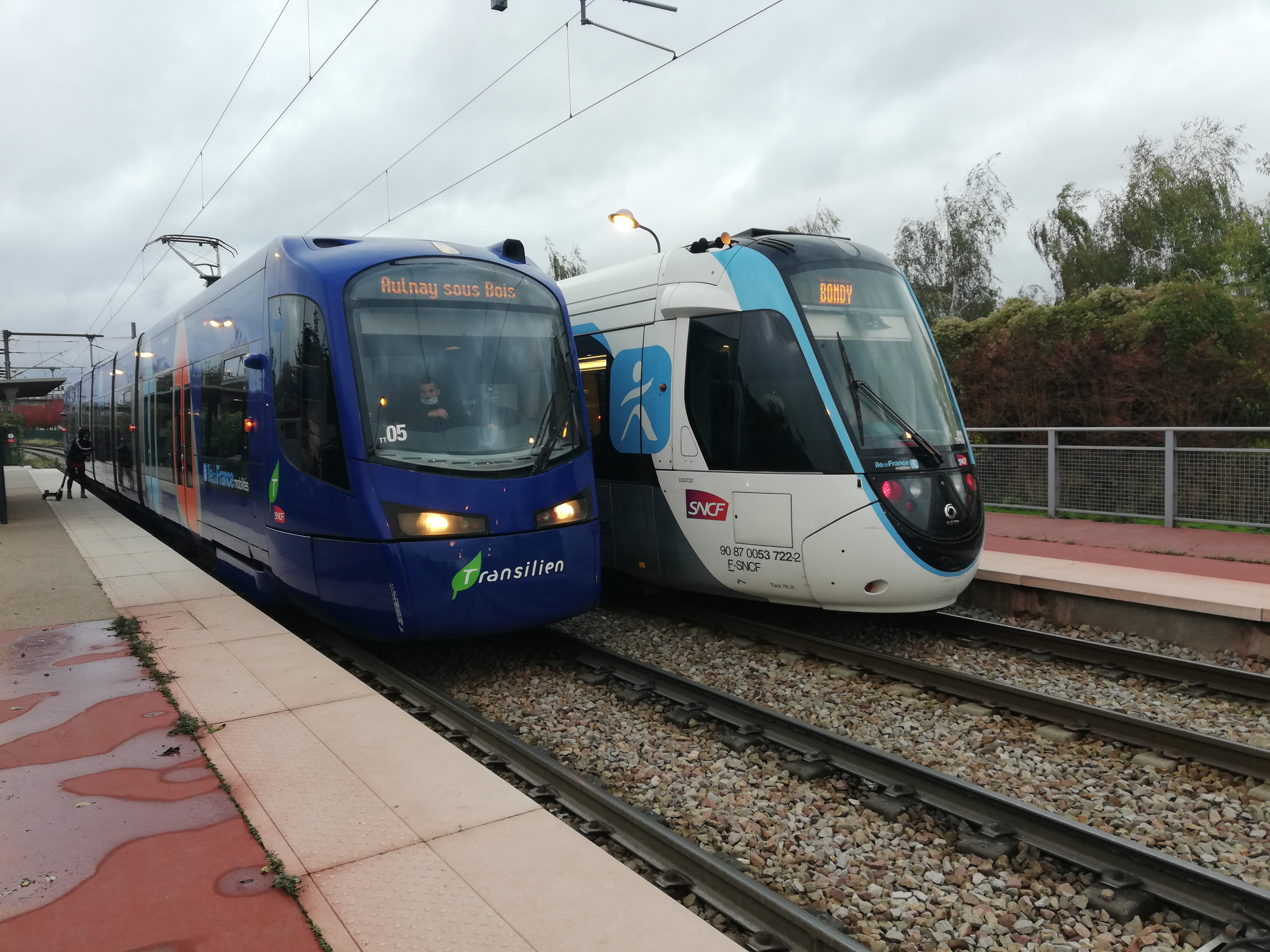
Trams van Siemens en Alstom op lijn T4 bij de halte Jorelle.

Deze tramlijn is geopend op 18 november 2006 en is een project van de Franse spoorwegen. De lijn loopt over een oude spoorlijn tussen Bondy en Aulnay-sous-Bois en biedt een verbinding tussen de lijnen B en E van de RER.
In de oorspronkelijke plannen zou de lijn 40.000 passagiers per dag moeten gaan trekken, maar deze doelstellingen zijn nog niet gehaald: er waren slechts 29.000 reizigers per dag in oktober 2007, en 30.000 in 2009. Mede daarom zijn er plannen gemaakt om de lijn door te trekken naar het toekomstig station Clichy-Montfermeil. Deze verlenging is eind 2019 geopend.
Voor de dienstregeling op de lijn wordt gebruikgemaakt van Siemens Avanto-trams. De maximale snelheid van 100 km/h van de trams wordt in reizigersdienst gehaald tussen het opstelterrein in Noisy-le-Sec en het station van Bondy. Voor het overige wordt niet sneller dan 70 km/h gereden.

### T5

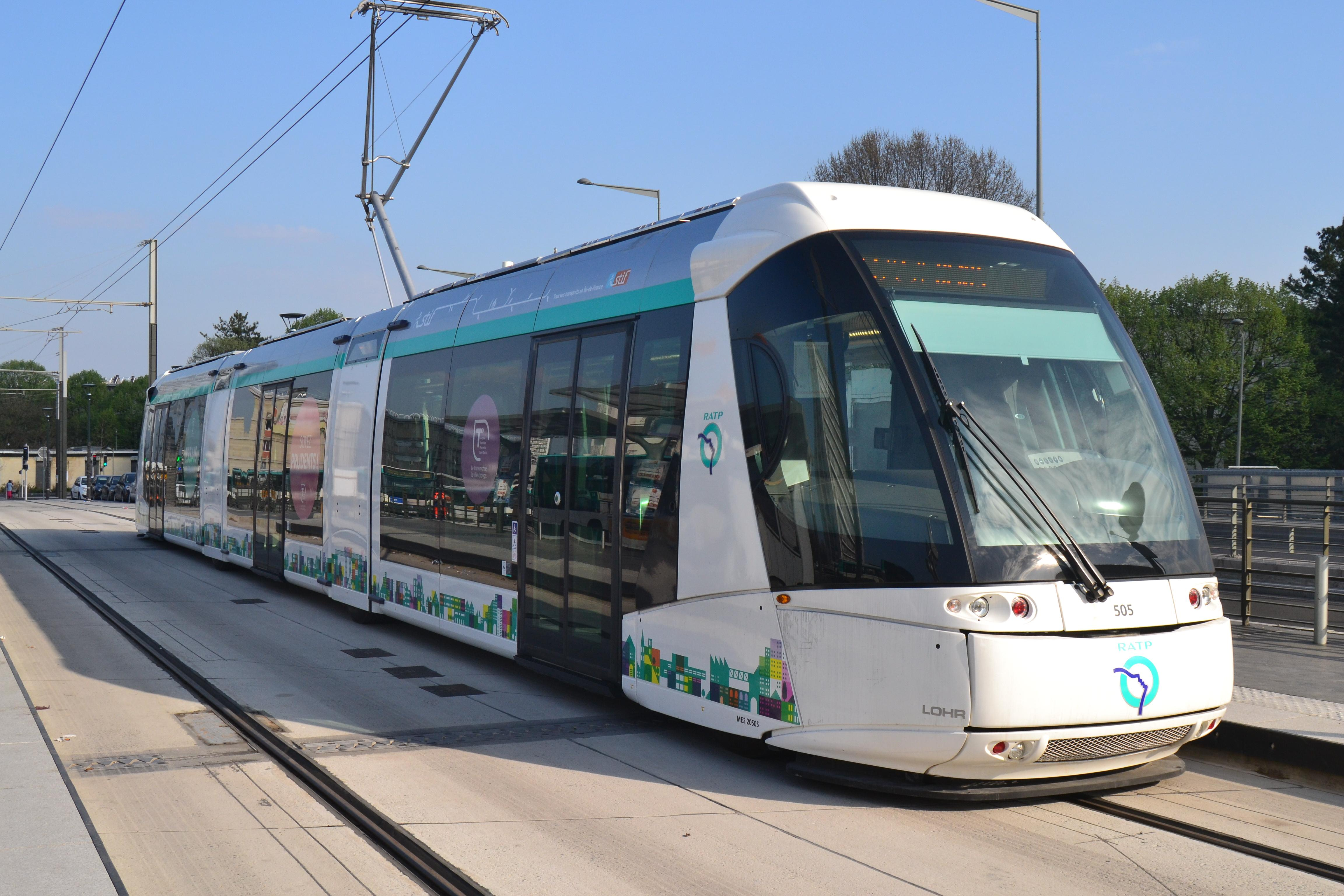
Lijn T5 in de testfase

Op 29 juli 2013 is tramlijn 5 geopend. De lijn loopt tussen Saint-Denis, Pierrefitte-sur-Seine, Sarcelles en Garges-lès-Gonesse. Het tracé is 6,6 km lang en telt 16 haltes. Werkzaamheden voor de lijn begonnen in 2005. De lijn is een bandentram en maakt gebruik van het Translohr-systeem.

### T6
Lijn T6 is een bandentramlijn van 14 km lang (waarvan 1,6 km in een tunnel) met 21 haltes en gaat lopen van Châtillon naar Viroflay.
Plannen om de lijn aan te leggen werden op 9 februari 2006 goedgekeurd (déclaration d'utilité publique), waarna in 2008 de werkzaamheden begonnen. De lijn is voor het grootste deel van het traject geopend op 13 december 2014. De lijn gebruikt, net zoals lijn T5, het Translohr-systeem. Dit is gekozen na protesten van omwonenden die bang waren voor lawaai van de wielen van de tram (een bandentram is aanzienlijk stiller dan een tram op stalen wielen). De kosten voor dit project zijn geraamd op 392 miljoen euro. Het ontbrekende deel, inclusief de tramtunnel, is op 11 juni 2016 geopend. De twee laatste haltes, Viroflay Rive Gauche en Viroflay Rive Droite, liggen diep onder de grond. Beide haltes geven aansluiting op spoorlijnen van het voorstadsnet.

### T7
Op 16 november 2013 is tramlijn 7 geopend tussen Villejuif en Athis-Mons. De 11,2 km lange lijn heeft achttien haltes en een gemiddelde snelheid van ruim 21 km/h. De lijn kan gezien worden als verlenging van lijn 7 van de Parijse metro en komt verder ook bij het handelscentrum van Thiais en bij de luchthaven Orly, waar het voorlopig zelfs de enige railverbinding naartoe is. Bouwtoestemming voor de lijn werd op 1 februari 2005 gegeven, de bouwwerkzaamheden begonnen in 2009.
In 2018 wordt de lijn verlengd tot station Juvisy, waardoor de tramlijn de belangrijkste schakel wordt in de verbinding tussen zuidelijk Île-de-France en de luchthaven Orly. De verlenging van de metrolijn 14 naar Orly zal een meer westelijke route hebben en twee overstapstations hebben met de tram: M.I.N. Porte de Thiais en de luchthaven Orly.

### T8
Lijn T8 (ook wel bekend als Tram'Y vanwege het Y-vormige tracé) verbindt Saint Denis (metrolijn 13) met Villetaneuse (Tangentielle Nord) en Épinay-sur-Seine. Deze tramlijn is geopend op 16 december 2014. Er is sprake van een verlenging naar Station Rosa Parks in het 19e arrondissement van Parijs.

### T9
Op 5 februari 2015 werd dit tramproject goedgekeurd (déclaration d'utilité publique). Op 10 april 2021 werd de ljin in gebruik genomen. De tien kilometer lange tramlijn loopt van het metrostation Porte de Choisy naar Orly-Ville langs de RD 5 (route departementale). Deze tramlijn geeft aansluiting op de RER met twee overstappen op RER C in Choisy-le-Roi en Les Saules.

### T10

Tracé van tramlijn T10 sinds juni 2023

T10 is een tramlijn ten zuiden van Parijs. Ze is sinds juni 2023 in dienst over 6,8 km en telt 13 haltes, van station La Croix de Berny (RER B) tot in de gemeente Clamart, waar de lijn de tramlijn T6 kruist en na een juridische procedure voorlopig eindigt aan halte Jardin Parisien naast het Bos van Clamart (Forêt de Meudon). In oktober 2016 werd het project goedgekeurd. In 2023 wordt beslist of en hoe de oorspronkelijk geplande verlenging in het noorden tot station Clamart (aansluiting op Transilien N en de toekomstige metrolijn 15) er komt.

### T11
Hoewel dit tramtreinproject als een spoorwegproject wordt beschouwd, heeft deze lijn zijn eigen sporen naast de goederenringspoorlijn en wordt bereden door hoogfrequente tramtreinen zoals bij tramlijn T4. De vroegere officiële naam, tangentielle légère nord of Tram express Nord, is veranderd in tramlijn 11. Op 13 december 2010 zijn de bouwwerkzaamheden begonnen. Deze lijn wordt aangelegd langs de noordelijke goederenringspoorlijn en zal aansluiting geven op de voorstadstreinen en ander spoorvervoer. De lijn werd in eerste instantie aangelegd tussen Le Bourget en Épinay-sur-Seine en in een latere fase naar Sartrouville en Noisy-le-Sec. In de herfst van 2016 werden de eerste testritten uitgevoerd. Het eerste deel van het traject is op 1 juli 2017 geopend.

### T12

Sinds december 2023 rijdt tramlijn T12, deels over spoor waar voorheen RER C reed (project: T12 Express : Massy - Palaiseau – Évry-Courcouronnes).

### T13
De in 2019 opgeheven treindienst van Noisy-le-Roi tot Saint-Germain-en-Laye GC langs de voormalige goederenringspoorlijn aan de westkant van Parijs, werd vervangen door een tramdienst en verlengd naar Saint-Cyr RER (zuidkant) en naar Saint-Germain-en-Laye RER (noordkant). Deze eerste fase is in gebruik genomen op 6 juli 2022. In de tweede fase is een uitbreiding/aftakking naar Achères gepland.

### T14

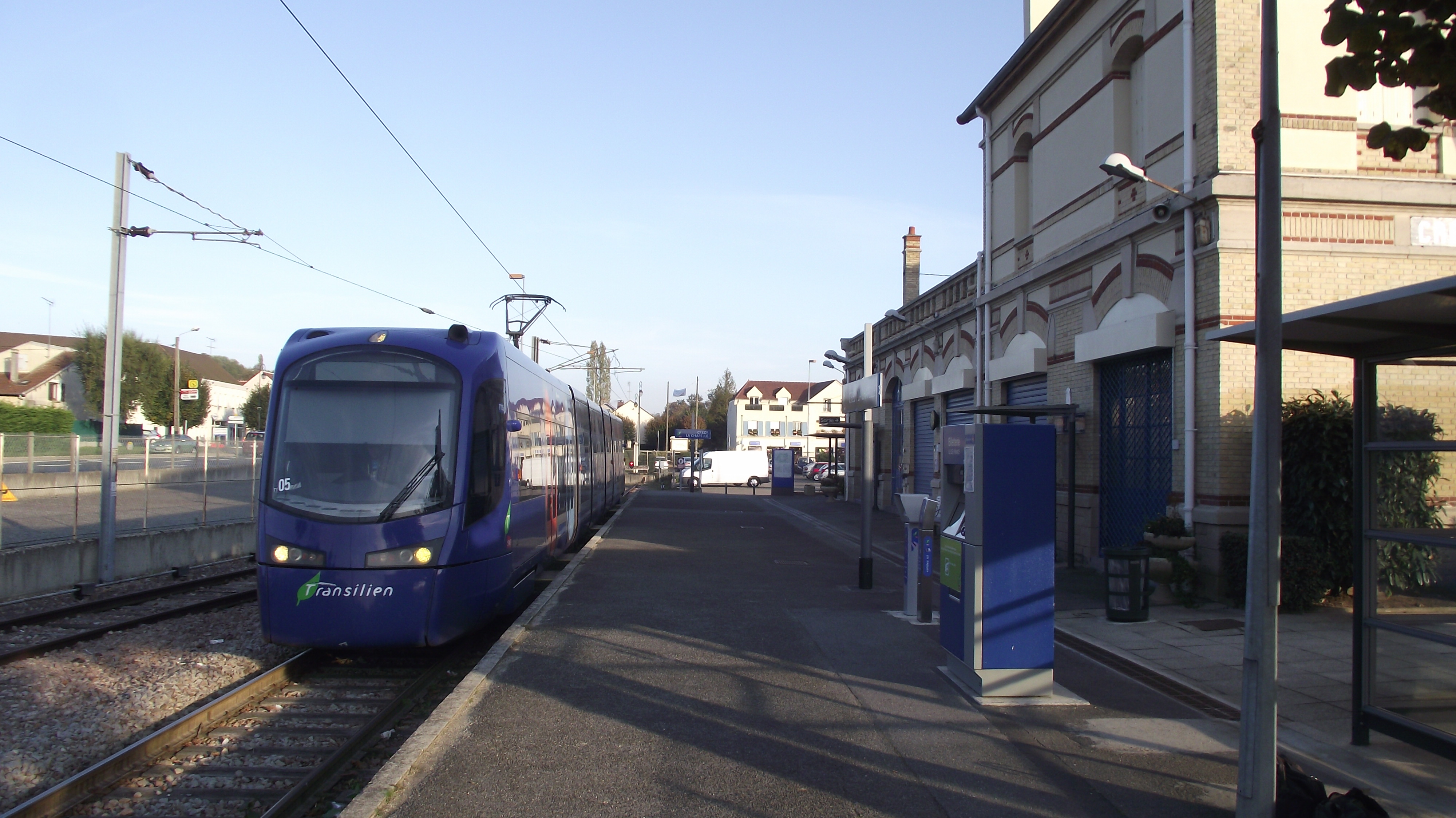
Avanto-tram op het station van Crécy-la-Chapelle

Op de bestaande spoorlijn Esbly - Crécy-la-Chapelle werd de treindienst sinds 2011 uitgevoerd met dezelfde Siemens Avanto tramtreinvoertuigen als bij tramlijn 4. De spoorlijn werd echter, in tegenstelling tot tramlijn 4, niet gemoderniseerd bij de komst van de trams. Ook wordt op de spoorlijn Esbly - Crécy-la-Chapelle met gewone Franse spoorwegseinen gereden, in tegenstelling tot tramlijn 4. Deze spoorlijn werd daarom niet als tramlijn beschouwd, maar bleef van 2011 tot 2025 deel van Transilien-lijn P. 
Sinds 22 maart 2025 werd de lijn wel onderdeel van het tramnetwerk en werd dit uitgebaat als tramlijn T14 met Citadis Dualis stellen.

## Toekomst
Het Parijse tramnet is nog volop in ontwikkeling. Voor verschillende trajecten bestaan plannen om zowel treinen te vervangen door trams, als op tracés van buslijnen tramlijnen aan te leggen. Veel van deze plannen zijn echter nog niet uitgewerkt.

### Tramway des Gares
Een ander project dat regelmatig genoemd wordt is de Tramway des Gares die de zes Parijse kopstations met elkaar zou moeten verbinden, ongeveer via de route van de huidige stadsbuslijn 91. De RATP heeft hier in 2005 drie studies naar laten uitvoeren en het plan steekt nog regelmatig de kop op.